# Janina Budkowska
Janina Budkowska (ur. 27 grudnia 1899 w Dyneburgu, zm. 1 listopada 1978 w Toruniu) – polska badaczka literatury polskiej, autorka prac z zakresu wersyfikacji, prezes KIK w Toruniu (1966-1970).

## Życiorys
Była uczennicą Gimnazjum im. Elizy Orzeszkowej w Wilnie i w 1920 zdała tam egzamin maturalny. Następnie pracowała jako nauczycielka języka polskiego, łącząc pracę zawodową ze studiami polonistycznymi na Uniwersytecie Stefana Batorego w Wilnie (1921-1931). W 1931 obroniła pracę magisterską, a już w 1932 doktorską. W 1931 zdała egzamin dla nauczycieli dyplomowanych, a od 1935 do 1939 była nauczycielką w Gimnazjum im. Adama Czartoryskiego w Wilnie. W 1931 opublikowała pierwszą pracę naukową Rytmika Cypriana Norwida (w Pamiętniku Literackim).
Od 1945 mieszkała w Toruniu. Pracowała jako nauczycielka i asystentka-wolontariuszka na Uniwersytecie Mikołaja Kopernika w Toruniu. Odmówiono jej stałego zatrudnienia na uczelni. Od 1949 do 1954 pracowała w Książnicy Miejskiej im. Mikołaja Kopernika w Toruniu. Następnie w IBL PAN uczestniczyła w pracach redakcji i była autorką haseł Słownika języka Adama Mickiewicza. W 1970 opublikowała Słownik rymów Adama Mickiewicza (Zakład Narodowy im. Ossolińskich, 1970).
Była członkiem założycielem Klubu Inteligencji Katolickiej w Toruniu, prezesem KIK w Toruniu w latach 1966-1970, od kwietnia 1978 należała do Towarzystwa Kursów Naukowych.